# 덴마크 왕립 미술 아카데미
덴마크 왕립 미술 아카데미(덴마크어: Det Kongelige Danske Kunstakademi)는 1754년 덴마크 코펜하겐에 설립된 미술 아카데미이다.

## 부속 기관
덴마크 왕립 미술 아카데미는 다음과 같은 기관으로 구성되어 있다.
- 덴마크 왕립 미술 아카데미 미술학교 (Det Kongelige Danske Kunstakademi)
- 덴마크 왕립 미술 아카데미 건축, 디자인, 보존학교 (Det Kongelige Danske Kunstakademis Skoler for Arkitektur, Design og Konservering)
- 덴마크 왕립 미술 아카데미 순수미술학교 (Det Kongelige Akademi for de Skønne Kunster)